# 多通道記憶體技術

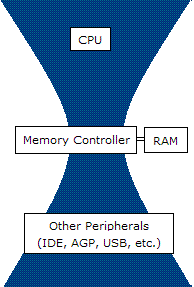
圖片顯示CPU、RAM和其他週邊設備之間的瓶頸

多通道記憶體技術（英語：Multi-channel memory technology）是一種可以提升記憶體資料傳送效能的技術。在數位電子產品以及電腦硬體領域，它的主要原理，是在DRAM和記憶體控制器之間，增加更多的並列通訊通道，以增加資料傳送的頻寬。理論上每增加一條通道，資料傳送效能相較于單通道而言會增加一倍。目前常見的多通道技術多為雙通道的設定，理論上它們都擁有兩倍於單通道的資料傳送頻寬。這種技術最早可以追溯至1960年代的IBM System/360 91型電子計算機以及資料控制公司的CDC 6600型電子計算機。

## 現有的多通道記憶體技術

### 雙通道
現在，幾乎所有的電腦都支援雙通道，DDR雙通道記憶體位寬為128-bit，即是兩組64-bit。

### 三通道

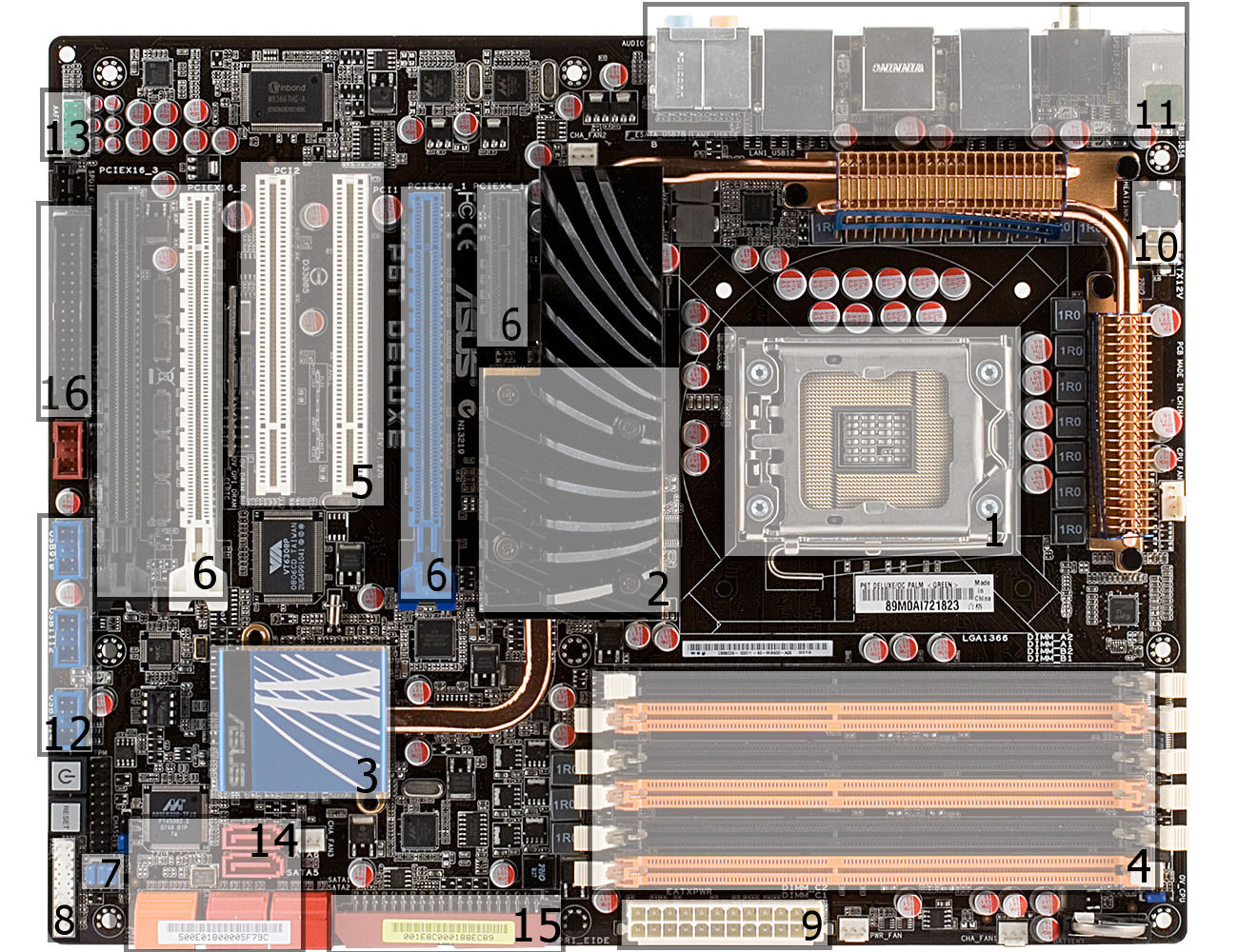
三通道記憶體插槽

三通道技术需要使用Intel Core i7極致版處理器，或Intel Core X系列處理器。
当内存工作于三通道模式时，由于交叉存储，内存潜伏时间将进一步减小，数据以交替的方式在三个内存模组中传送。
三通道技术需要三条（或者三的倍数）内存，并且每个内存模组的容量和速度和容量均相同，还需要以三通道的方式将内存正确插入主板。如果只插了两个内存模组，只能工作在双通道模式。

### 四通道
在消費級市場領域，2006年，英特爾發佈的用於支援Intel Xeon處理器的晶片組支援四通道記憶體技術，使用LGA 771處理器插座。2010年3月，英特爾的競爭對手超微半導體也發佈了面向伺服器市場的，支援四通道的Socket G34處理器插座以及核心代號為『Magny-Cours』的AMD Opteron 6100系列處理器。2011年，英特爾發佈支援第二代Core i7極致版的X79（LGA 2011）晶片組，支援四通道記憶體。ARM在2015年推出Cortex-A72處理器內核時，也公佈了新型匯流排以及快取一致性互連設計「CoreLink CCI-500」，該互連架構令ARM可以支援到最高4通道128位元位寬的記憶體。同年第四季度高通發表了支援4通道64位元位寬的驍龍820 SoC，三星則發表了同樣記憶體支援規格的Exynos 8890 SoC。

### 更高規格

#### 八通道技術
在微型計算機的歷史上，也有過比雙通道擁有更多通道數量的設計，比如1995年AlphaStation 600晶片組可以支援八通道，但是由於當時印刷電路板的設計限制實際上只支援到四通道。2014年，英特爾的Haswell-EX也支援八通道DDR4 SDRAM。

## 技術限制和相容性
以雙通道記憶體技術為例，開啟雙通道模式必須要主機板的北橋晶片或是處理器支援；對于記憶體的要求，在早期DDR SDRAM時代，雙通道技術對記憶體的要求十分嚴苛：兩條記憶體必須是兩條規格（容量、時脈、延遲、顆粒、品牌、週期）相同。後來的DDR2 SDRAM時代，限制放寬，像是NVIDIA以往出品的nForce 2、AMD 10h處理器家族系列，由於採用了不對稱雙通道（即採用了兩個統一定址空間的記憶體控制器），支援使用兩條不同規格之記憶體運作，規定比較不嚴苛。
記憶體安裝的方式也是關鍵，並非有支援雙通道的主機板上安裝兩條記憶體就能運作，還需要正確的安裝；像是nForce 2的設計有四條記憶體插槽，依序為1、2、3、4，而必須要安裝1、3或是2、4才能使用雙通道，若僅安裝1、2就會開啟單通道模式。各款晶片組設定方式不一，各家主機板也可能不同，因此必須要參考使用說明書以正確方式安裝。如果安裝成功並正常運作，開機時BIOS便會顯示“Dual Channel Mode Enable”或類似訊息，表示正確啟用雙通道。

## 外部連結
- Single, dual, triple and flex memory modes （页面存档备份，存于）